# Enea Picchio
Enea Picchio (Oleggio, 21 settembre 1906 – Mar Mediterraneo, 3 febbraio 1943) è stato un militare italiano, che con il grado di capitano di corvetta della Regia Marina, fu comandante della torpediniera Andromeda e poi del cacciatorpediniere Saetta  durante l'ultima missione eseguita dall'unità il 3 febbraio 1943. Decorato di Medaglia d'oro al valor militare alla memoria, e di tre Medaglie di bronzo al valor militare.

## Biografia
Nacque ad Oleggio (provincia di Novara) il 21 settembre 1906, figlio di Annibale e Giuseppina Montà. Frequentò il Ginnasio di Novara prima di entrare nel 1922 alla Regia Accademia Navale di Livorno, da cui uscì con il grado di guardiamarina nel 1928. L'anno successivo fu promosso sottotenente di vascello, e nel 1933 tenente di vascello. Ricoprì vari incarichi imbarcati e presso Comandi a terra, e all'atto dell'entrata in guerra del Regno d'Italia, il 10 giugno 1940, ricopriva l'incarico di comandante della torpediniera Andromeda, a bordo della quale compì numerose missioni di scorta ai convogli. Nel gennaio 1941 fu trasferito presso la base navale di Saseno (Albania) dove assunse il comando dei servizi Marina Militare di Capo Papas. Nel dicembre dello stesso anno ricevette il comando del cacciatorpediniere Strale. Promosso capitano di corvetta nell'aprile 1942, passò al comando del cacciatorpediniere  Saetta con il quale, il 3 febbraio 1943 salpò da Biserta per scortare a Napoli la nave cisterna Thorsheimer. Facevano parte della scorta le torpediniere Sirio, Monsone, Clio e Uragano. Alle ore 09:38 la torpediniera Uragano urtò di poppa una mina (posata dal posamine britannico Abdiel), ed affondò dopo circa quattro ore per i danni subiti. Il Saetta si fermò subito per soccorrere la torpediniera quando alle 9:48 urtò una mina che lo spezzò in due provocando il rapido affondamento dell'unità. All'atto dell'esplosione, resosi subito conto della gravità dei danni, diede ordine all'equipaggio di abbandonare la nave rimanendo però a bordo ed affondando con la sua unità. Per onorarne la memoria sua, e del comandante della torpediniera Uragano Luigi Zamboni, fu decretata la concessione della medaglia d'oro al valor militare. Gli sono state intitolate vie a Oleggio e Roma.

### Annotazioni
1. ↑  Durante tale comando fu decorato con tre medaglie di bronzo al valor militare.
2. ↑  Spezzato in due dall’esplosione il cacciatorpediniere s’inabissò in meno di un minuto in posizione 37°35’ N e 10°37’ E (a 27 miglia per 60° dall’Isola dei Cani)
3. ↑  Alcuni dei superstiti della torpediniera Uragano riferirono di averlo visto in plancia mentre la sua unità affondava nell'atto di fare il saluto alla bandiera d'Italia. Il Sgt. M.A. Egisto Ceppatelli, imbarcato sul Saetta, riferì che durante l'affondamento egli, per cause non precisate, rimase a galla e fu visto allontanarsi dagli altri naufraghi aggrappato a un relitto galleggiante insieme al suo fido cane lupo che portava a bordo con sé. Nessuno dei due fu mai ritrovato.

### Fonti
1. 1 2 3 4 5  Oleggio Diari n.19, maggio 2013, p. 18.
2. 1 2 3  Oleggio Diari n.19, maggio 2013, p. 19.
3. 1 2  Zamboni 2012, p. 20.
4. 1 2  Decreto Presidenziale 29 luglio 1949.
5. ↑  Regio Decreto 11 febbraio 1943.